# Love You Anyway
Love You Anyway è una canzone del 2008 del gruppo musicale irlandese Boyzone, primo singolo realizzato dopo un'assenza dalle scene di oltre otto anni. Si tratta anche del primo estratto dalla raccolta Back Again... No Matter What. Fu proposta per la prima volta alla BBC Radio 2 il 20 agosto 2008.

## Tracce
1. Love You Anyway – 3:21
2. Isn't It a Wonder – 3:30

## Il video
All'inizio del videoclip i componenti della band camminano separatamente per le strade di una non precisata città. Un gruppo di ballerine che ballano al ritmo della canzone accompagna i musicisti fino a quando questi si incontrano. Sul finale i ragazzi ballano insieme al centro della strada.

## Promozione
I Boyzone fecero numerose apparizioni pubbliche alla radio e in televisione per promuovere il singolo. Il 7 settembre 2008 furono ospiti del The Sunday Night Project con Justin Lee Collins e Alan Carr. Inoltre interpretarono la canzone in collegamento dai Fountain Studios di Wembley il 14 settembre dello stesso anno durante il programma For One Night Only sulla rete ITV.
Il 25 settembre furono ospiti del programma This Morning della GMTV.

## Classifiche
| Classifica (2008) | Posizione più alta |
| ----------------- | ------------------ |
| Irlanda           | 3                  |
| Regno Unito       | 5                  |
| Germania          | 40                 |

## Cover
La cantante taiwanese Rachel Liang ne realizzò una cover in cinese (第一眼). La canzone è presente nel suo album d'esordio Poemi d'amore (愛的詩篇).